# 이살로문둥이박쥐
이살로문둥이박쥐(Neoromicia malagasyensis)는 애기박쥐과에 속하는 박쥐의 일종이다. 마다가스카르섬 남서부 일부 지역의 이살로 국립공원 인근 지역에서만 알려져 있으며, 강가에서만 포획되었다. 1967년 처음 표본이 수집된 이후, 1995년에 소말리아문둥이박쥐(Eptesicus somalicus, 현재의 Neoromicia somalica)의 아종으로 기재되었다. 2002년과 2003년에 4점의 표본이 더 수집되었고, 별도의 종으로 분류되었다. 좁은 분포 지역과 서식지 파괴때문에 국제 자연 보전 연맹(IUCN)의 IUCN 적색 목록에서 "멸종위기종"으로 간주되고 있다.
이살로문둥이박쥐는 비교적 작은 종으로 전완장은 30~32mm이고, 몸무게는 3.9~9g이다. 상체의 털은 진한 갈색이고, 하체는 담황색과 회색이 섞여 있다. 귀는 반투명하고, 경골은 짧다. 음경골은 멜크집박쥐(N. melckorum)의 음경골과 유사하지만, 더 작다. 급격하게 떨어지는 주파수와 좀더 안정적인 주파수를 보여주는 구성 요소로 이루어진 반향정위 신호의 지속 기간은 평균 4.9ms와 신호 사이의 간격 평균 69.1ms이다.